# 愛国戦線 (ザンビア)
愛国戦線（あいこくせんせん、Patriotic Front、略称：PF）は、ザンビアの政党。2001年にマイケル・サタによって結成された。
サタは、フレデリック・チルバ大統領の後継候補にレヴィー・ムワナワサ副大統領が推されたことに反発し、与党複数政党制民主主義運動を離党、新党を結成した。
2001年12月27日に行われた大統領選挙 (Zambian presidential election, 2001) では、サタは3.4パーセントを得票し、同日実施された国民議会議員選挙 (Zambian parliamentary election, 2001 )でも得票率2.8パーセントで1議席を獲得した。 
2006年9月28日に行われた大統領選挙 (w:Zambian presidential election, 2006) に再度、党公認候補として立候補したサタは、29パーセントの票を獲得し、現職のムワナワサに次ぐ2位につけた。また、総選挙 (Zambian parliamentary election, 2006) でも愛国戦線は46議席に躍進した。愛国戦線はルサカおよびカッパーベルトで圧勝した。また北部州、ルアプラ州でも都市部の票を多く獲得した。
2011年の大統領選ではサタが勝利し、結党以来初めて政権を獲得した。総選挙でも、愛国戦線は60議席を獲得して躍進した。しかし、サタは大統領在任中の2014年10月に亡くなった。副大統領のガイ・スコットが大統領代行となり、2015年1月の大統領選挙では党公認候補のエドガー・ルングが当選し大統領に就任した。
2016年の大統領選挙でもルングは再選され、愛国戦線の議席数も80議席まで増加した。